# Tafetachte
Tafetachte (àrab تفتاشت) és una comuna rural de la província d'Essaouira de la regió de Marràqueix-Safi. Segons el cens de 2014 tenia una població total de 7.293 persones.